# Calvariekapel (Terwinselen)

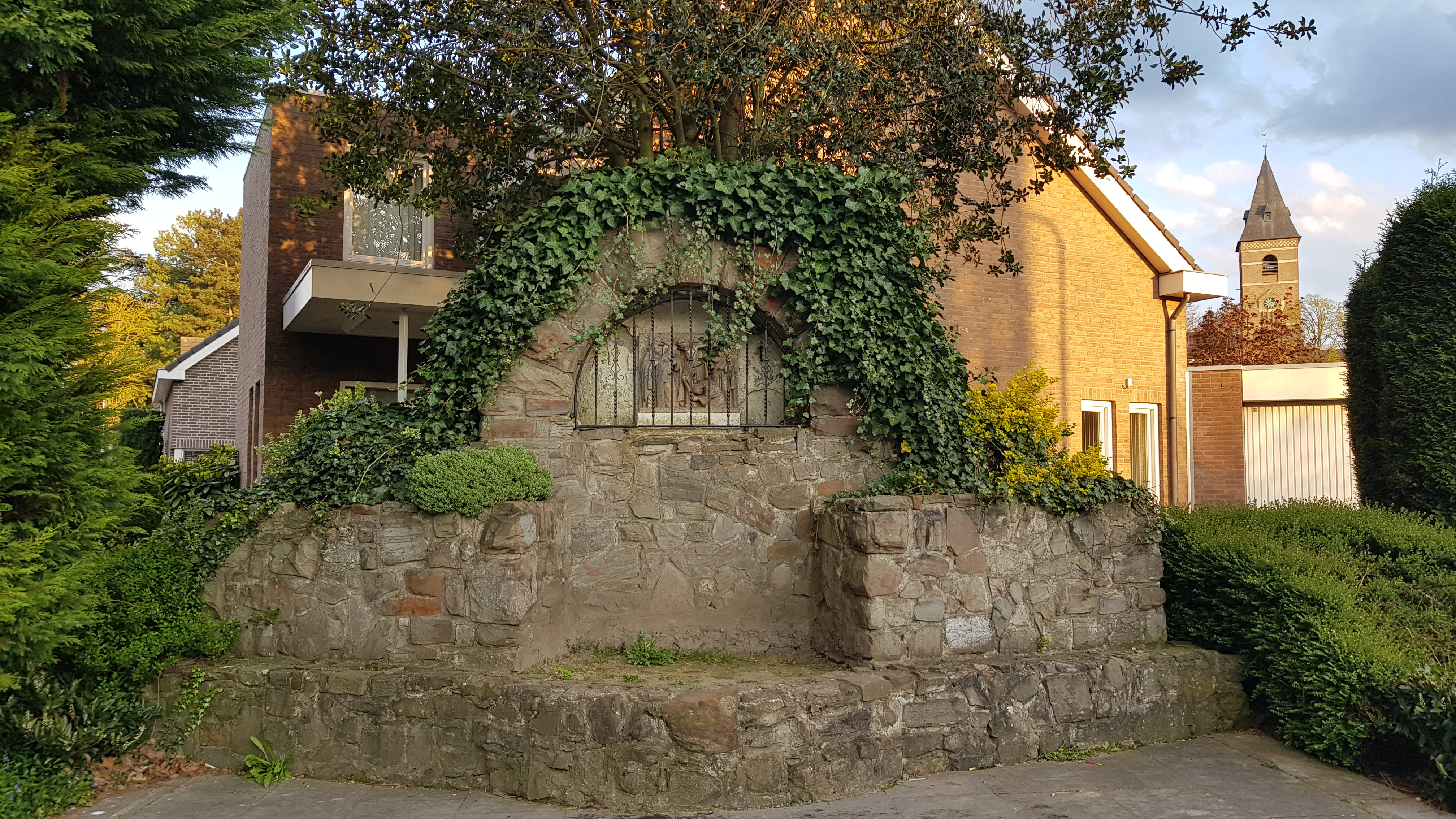
De kapel

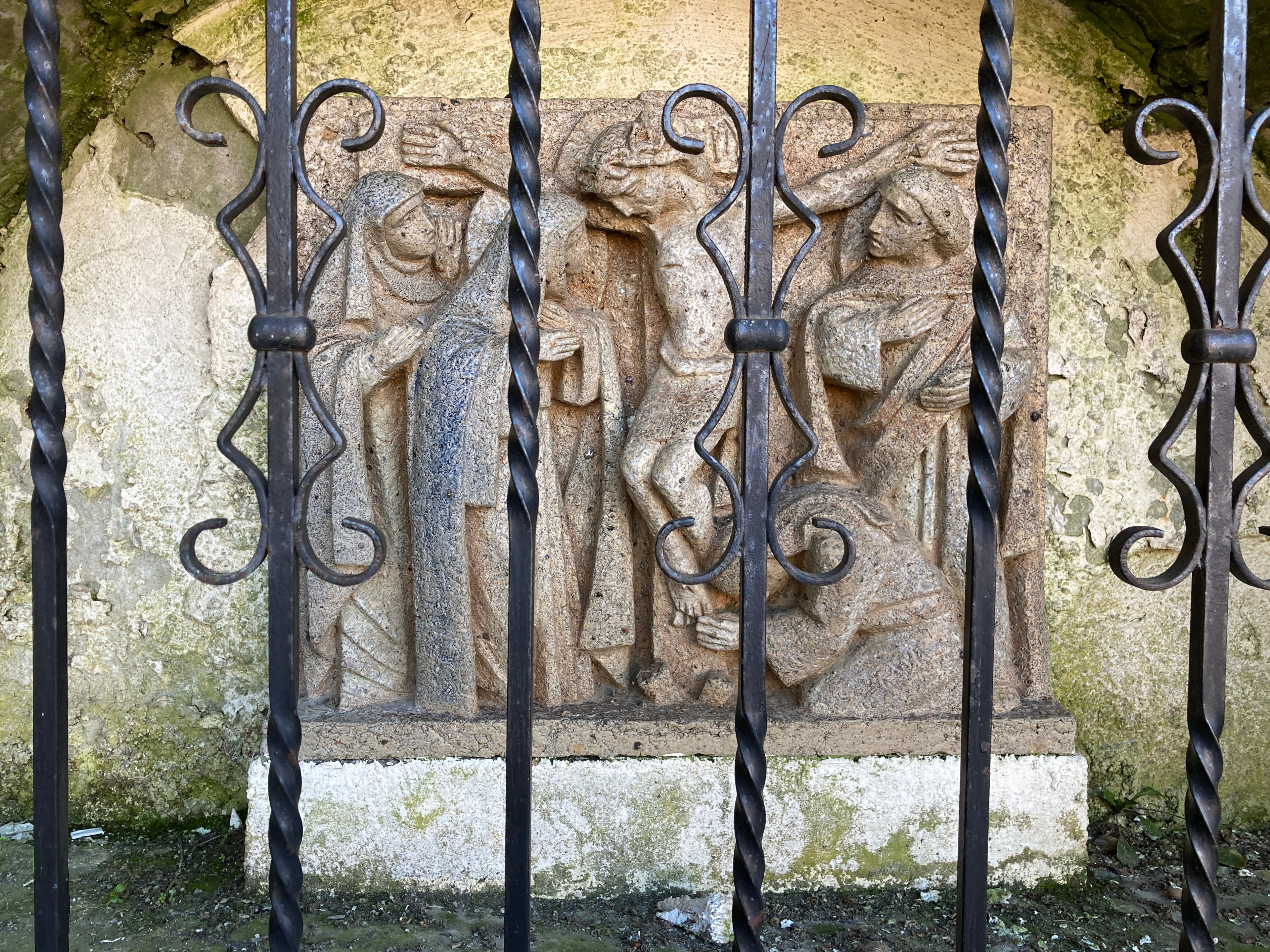
Kruiswegstatie

De Mariakapel is een niskapel in Terwinselen in de Nederlands Zuid-Limburgse gemeente Kerkrade. De kapel staat op de hoek van de Callistusstraat met de Dr. Nolensstraat aan de kruising van deze straten met de Oude Tunnelweg en de Staatsmijnstraat.
De kapel is gewijd aan het calvarie.

## Geschiedenis
In 1935 werd de kapel gebouwd en door Staatsmijn Wilhelmina geschonken aan de inwoners van Terwinselen. Op 4 december 1935 werd de kapel ingezegend.
Aanvankelijk bevond zich in de kapel een beeldengroep van kunstenaar Nic Duprez. In de jaren 1980 plaatste de pastoor een kruisbeeld in de kapel die voordien in de afgebroken Mariaschool had gehangen. In juni 1996 werd een nieuwe sculptuur van Walter van Hoorn in de kapel geplaatst die de kruisiging van Jezus uitbeeldt.

## Bouwwerk
De niskapel is opgetrokken in zandsteen dat als afvalproduct in de mijnbouw vrijgekomen was en heeft de vorm van een boog met daarin een nis en ervoor drie bloembakken. Het plattegrond van de kapel is een driehoek die trapsgewijs kleiner wordt, met op het derde niveau de nis.
De kapelnis bestaat uit een rondboog die wordt afgesloten met een traliewerk van de hand van Jo Wierts. De achterwand is gestuukt en licht van kleur. Tegen de achterwand is een lichtbruin keramisch reliëf dat Christus afbeeldt, vergezeld van Maria, Maria Magdalena, de apostel Johannes en Jozef van Arimatea.